# Idrossipiruvato reduttasi
La idrossipiruvato reduttasi è un enzima appartenente alla classe delle ossidoreduttasi, che catalizza la seguente reazione:
D-glicerato + NAD(P)+ → idrossipiruvato + NAD(P)H + H+